# Smosh
A Smosh egy YouTube-csatorna, mely szórakoztató videókat tesz közzé. Ian Hecox és Anthony Padilla alapította, mára már sokkal több taggal rendelkezik. Több sorozatuk van, mint például az Every [Blank] Ever, vagy épp az Eat it or yeet it.

## Smosh
A Smosh egy világhálón alapuló duó. Tagjai Ian Hecox (született 1987. november 30-án) és Anthony Padilla (született 1987. szeptember 16-án). Padilla a 2003-as évek elején flash filmeket és Newgrounds-okat töltött fel Smosh néven. Később ehhez csatlakozott barátja, Ian Hecox is. 2005-től elkezdtek videókat feltölteni a YouTube-ra.  2012 novemberében már több mint 5,7 millió feliratkozóval és 1.8 billiós videó nézettséggel rendelkeztek.
Hét Smosh-sal kapcsolatos csatorna létezik a YouTube-on, ezekből mindössze öt az, ami igazán aktív.  Az alap "Smosh"-csatornán Hecox és Padilla a paródiáikat osztják meg. Péntekenként teszik fel az új videókat. Az "IanH"-ból az oldaluk sorozatait teszik közzé "Ian is Bored" és "Lunchtime with Smosh" címen, minden hétfőn váltakozva, a betársult előadóművész, Mari pedig a "Smosh Pit Weekly" tölti fel videókat szombatonként. A régi videók az "ElSmosh"-on láthatók, az új részek (spanyolul is) vasárnap kerülnek fel a csatornára. Egyebek: az "Shut Up! Cartoons", animált sorozatokat sugároz, a "SmoshGames" heti 12 videóval Let's Playből, videójáték áttekintésekből és a videójátékok legújabb összefüggő show-kból áll.

## Történet

### Alakulás és aPokémon főcímdala: 2002-2005
Az egész akkor kezdődött, amikor Anthony Padilla készített egy weblapot 2002-ben, a smosh.com-ot és különböző flash animációkat készített. Elkezdte használni a Smosh nevet, ami egy véletlen félreértésből származik, amikor egy barátjának a mosh pitet (egy tánc fajta) "smoshnak" nevezte. Később barátja, Ian Hecox csatlakozott a "vállalathoz". Padilla és Hecox először a hatodik osztály tudományos csoportjában találkoztak. Összebarátkoztak és hamar felfedezték a komédiához való tehetségüket. 2005-ben csatlakoztak a YouTube-ra és különböző videókat készítettek együtt, főcímdalokat tátogtak el, mint például a Mortal Kombaté, a Power Rangersé és a Tini nindzsa harci teknősökét. Először ezeket a videókat nem tervezték, hogy felrakják, de miután elküldték őket a barátaiknak, elkezdtek egy YouTube csatornát.
Az egyik legkorábbi videója a Smoshnak a Pokémon főcímdalát 2005 novemberében adták ki. Ugyanolyan stílusú volt, mint a többi korábbi videójuk, a duó eltátogta az eredeti angol főcímdalát a Pokémonnak. Hamarosan a videó népszerűbb lett, mint a többi videójuk, elérte a 27,4 milliós nézettséget és lett az akkori legnézettebb videó a YouTube-on. Ezt az címet 6 hónapig viselte, de a YouTube letörölte, miután az oldal kapott egy bejelentést a Shogakukan Productions Co., Ltd.-től a védett jogok megsértése miatt.
A Pokémon és a többi videó sikere tette a Smosht a főszerepbe "Person of the year:You"-ban, amit a Time Magazine adott ki 2006. december 13-án, és a Time.comon. Ez inspirálta is őket, hogy kiterjesszék a stílusukat, tátogni a videókra, és végül hogy elkezdjenek videókat készíteni különféle műfajokról, mint például kis-paródiákat, komédia részleteket. 2007 márciusában egy felhasználó, Andii2000 újra feltöltötte az eredeti Pokémon videót, és több mint 14,5 milliós nézettsége lett 2012 novemberéig. A csatorna sikere folytatódott és a Smosh társult a YouTube-bal, a fiúk újra készítették a videót 2010 novemberében, csak most megváltoztatták a szavakat, hogy kritizálja a The Pokemon Companyt amiért leszedették a videójukat.

### Sikerek a YouTube-on: 2006-napjaink
Az elkövetkező pár évben a Smosh sokszínűvé vált. Elkezdtek YouTube paródiákat készíteni, mint például az évenkénti videó sorozatuk a Food Battle és a That Damn Neighbor. A Smosh folytatta a népszerűségének növekedését és vált az egyik legtöbb feliratkozóval rendelkező csatornává a YouTube-on. 2009-ben a Smosh átalakította a Smosh.comot, játékokat tettek fel, és ide töltötték fel az extráikat a videóiknak.